# Mimosa occidentalis
Mimosa occidentalis är en ärtväxtart som beskrevs av Nathaniel Lord Britton och Joseph Nelson Rose. Mimosa occidentalis ingår i släktet mimosor, och familjen ärtväxter. Inga underarter finns listade i Catalogue of Life.